# Авдал
Авдал (сом. Awdal) — регіон на заході Сомаліленду, невизнаної держави на території Африканського Рогу. Його центром є Борама. Межує з Ефіопією (регіон Сомалі), Джибуті (регіони Алі Саб'є і  Арта), сомалійським регіоном Вокуй-Гальбід і з Аденською затокою.

## Історія
Авдал (також пишеться Авдала, Адал або Адель) бере свою назву від давньої імперії — Адальского султанату, чия влада досягла апогею в XVI столітті. Численні зруйновані міста, що простягнулися вздовж ефіопського кордону, були описані британським дослідником Річардом Ф. Бертоном.

## Економіка, інфраструктура
Регіон є відносно багатим, що контрастує зі сприйняттям району Африканського Рогу як голодуючого і виснаженого війною. Громадянська війна в Сомалі і його наслідки не спустошили цю область так, як іншу частину країни. Наприклад, жителі Авдалу використовують саму передову в регіоні телекомунікаційну мережу, з досить надійним стільниковим зв'язком і доступом в Інтернет. Крім того, сільське господарство, гірничодобувна промисловість і промисловість в області є достатньо прибутковими для забезпечення комфортного життя для більшості жителів на південь від  Сахари. У Авдалі також знаходиться Амудський університет.

## Політика
Сучасний сепаратистський рух Республіки Авдалу бореться за незалежність з 1995 року, коли Сомалі почало розпадатися після падіння  Мухаммеда Сіада Барре. Авдал погрожував домагатися незалежності, якщо республіка Сомаліленд буде офіційно визнана. У серпні 2010 року лідери сепаратистів проголосили регіон автономною областю Авдаленд у складі федеративного Сомалі.

## Географія
Область Авдал складається з 4 районів:
- Бакі
- Борама
- Лугуа
- Сайле